# Ипполит, Луи
Луи Мондестен Флорвиль Ипполит (фр. Louis Mondestin Florvil Hyppolite; 26 мая 1828 года, Кап-Аитьен — 24 марта 1896 год, Порт-о-Пренс) — гаитянский государственный деятель, генерал, 15-й Президент Гаити.

## Биография
Флорвиль Ипполит родился в гаитянском городе Кап-Аитьен. Его отец, Жак Сильвен Ипполит, герцог де ла Банда-дю-Нор, сам был военным министром при президенте Филиппа Геррье и в 1845 членом Совета государственных секретарей. Окончив школу, Ипполит начал военную карьеру, в ходе которой в 1848 году получил звание капитана. Под конец военной карьеры он получил звание генерала.
Ипполит сначала сделал военную карьеру и стал генерал-майором. Ипполит несколько раз выбирался представлять Гаити на Кубе. В 1859 году, когда был свергнут император Гаити Фостен I, Ипполит встал на сторону своего преемника, пожизненного президента Фабра Жеффрара. В 1867 году, когда Жеффрар был свергнут, он поддержал правительство генерала Сильвена Сальнава. 
В 1879 году после свержения временного правительства во главе с Жозефом Ламотом он стал заместителем председателя нового Временного правительства Гаити. Чуть позже, в 1888 году новый президент Гаити Франсуа Дени Лежитим сделал его министром сельского хозяйства.

## Президентство
После внесения поправок в Конституцию Национального учредительного собрания на 24 сентября 1889 в Гонаиве Флорвиль Ипполит был избран президентом Гаити сроком на 7 лет. 
Как только он стал президентом, ему пришлось иметь дело с делом Моль-Сен-Николя, дипломатическим инцидентом, в ходе которого Соединенные Штаты Америки попытались заполучить Моль-Сен-Николя путём запугивания. США отправили флот в Порт-о-Пренс для демонстрации силы, что вызвало протесты на всей территории Гаити. Президент Ипполит был вынужден занять жёсткую антиамериканскую позицию, особенно с учетом того, что его подозревали в симпатиях к американцам. Антенор Фирмен, тогдашний госсекретарь Гаити по внешним связям, отказался предоставить какую-либо территорию американцам, сославшись на Конституцию Гаити, которая запрещала отчуждение какой-либо части территории.
Бывший президент Франсуа Дени Лежитим, бежавший на Ямайку, спровоцировал ряд восстаний против Ипполита, которые Ипполит успешно подавил. Чтобы предотвратить будущие восстания, он казнил их лидеров. Его политика заключалась в том, чтобы не допускать иностранцев на остров, поскольку он утверждал, что они разжигали восстания.
Президент Ипполит также уделял серьезное внимание общественным работам в стране. В нескольких портах построены причалы, большие рынки были построены в Порт-о-Пренсе и Кап-Аитьене. В нескольких городах были построены каналы для подачи воды в частные дома. Телеграфные линии соединили основные города республики примерно в то же время, когда впервые появился телефон. Дороги содержались в хорошем состоянии, также процветали сельское хозяйство и торговля. Теперь у Гаити появилась возможность погасить свой внутренний долг, по которому она выплачивала проценты по ставке 18 процентов годовых; для этой цели в 1896 года в Париже был размещен заем в размере 50 миллионов франков под 6% годовых. Это был последний важный акт правительства Ипполита.

## Смерть
К тому времени, когда ему исполнилось 68 лет, здоровье Ипполита уже некоторое время было не в порядке. Тем не менее, он отказался отдыхать, как ему посоветовали. Вопреки совету своего врача он решил совершить долгое путешествие в Жакмель, чтобы подавить там восстание. Он выехал 24 марта 1896 года в три часа утра, но, не успев даже выехать из Порт-о-Пренса, упал замертво с лошади в «приступе апоплексического удара» недалеко от Национального дворца. Его похороны состоялись 26 марта.
Поскольку сильная личность президента Ипполита, а не его Национальная партия, удерживала его правительство у власти, опасались, что его смерть спровоцирует революцию. Однако Совет государственных секретарей вёл дела правительства до избрания его преемника. Новый президент, Тирезьяс Симон Сан, был избран президентом 1 апреля Сенатом и Палатой депутатов и был назначен на пост президент впервые без революции.